# J.T. Walsh
James Thomas Patrick (J.T.) Walsh (San Francisco (Californië), 28 september 1943 - La Mesa (Californië), 27 februari 1998) was een Amerikaans acteur.

## Biografie
Walsh werd in San Francisco geboren als James Patrick Walsh, maar door een castingfoutje werd JP per ongeluk veranderd in JT; Walsh besloot dit als artiestennaam te voeren.
Hij speelde in zijn films veelal de rol van slechterik, zoals corrupt politicus, ontvoerder, foute politieman, en rollen waarin zijn personage zich schuldig maakte aan machtsmisbruik. In 1998 overleed hij tijdens een vakantie aan een hartaanval in La Mesa, Californië.
Hij laat acteerwerk zien in onder meer de volgende films: Nixon, A Few Good Men met Jack Nicholson, Tom Cruise, Demi Moore, Kiefer Sutherland, Kevin Bacon e.a., Needful Things van Stephen King, The Babysitter, Breakdown, The Negotiator en Pleasantville.
The Negotiator (1998) werd aan hem opgedragen.
Walsh stierf aan een hartinfarct in het ziekenhuis in La Mesa, California, op 27 februari 1998 op 54-jarige leeftijd nadat hij zich ziek had gevoeld en was ingestort in Lemon Grove. Jack Nicholson droeg de Oscar die hij kreeg voor zijn rol in As good as it gets op aan de overleden J.T. Walsh.